# Deysi Cori Tello
Deysi Estela Cori Tello (Lima, 2 luglio 1993) è una scacchista peruviana, Grande Maestro Femminile.
Nella lista Elo FIDE di luglio 2011 ha 2 376 punti, al decimo posto tra i giocatori peruviani e al primo tra le donne.
Nel 2009 ha vinto ad Antalya in Turchia il campionato del mondo femminile under-16.
Nel 2011 ha vinto a Chennai in India il Campionato del mondo juniores femminile (under-20).
Nel novembre 2018 ha partecipato al Campionato del mondo femminile, nel quale viene eliminata al primo turno dalla cinese Ni Shiqun per 1 - 3 dopo gli spareggi a gioco rapido.
Suo fratello Jorge Cori Tello, esattamente di due anni più giovane, è Grande Maestro di scacchi.